# Lista siturilor arheologice din județul Timiș - U
Lista siturilor arheologice din județul Timiș - U conține toate siturile arheologice din județul Timiș înscrise în Repertoriul Arheologic Național (RAN) și aflate în localități al căror nume începe cu litera U. RAN este administrat de Ministerul Culturii și Patrimoniului Național și cuprinde date științifice, cartografice, topografice, imagini și planuri, precum și orice alte informații privitoare la zonele cu potențial arheologic, studiate sau nu, încă existente sau dispărute.
Puteți căuta un sit din localitățile care încep cu litera U folosind formularul de mai jos sau puteți naviga prin toate siturile din județ la Lista siturilor arheologice din județul Timiș.
| Cod RAN                                | Denumire | Localitate                       | Adresă          | Datare          | Descoperit | Coordonate                                    | Imagine           | Erori            |
| -------------------------------------- | --- | -------------------------------- | --------------- | --------------- | ---------- | --------------------------------------------- | ----------------- | ---------------- |
| 158519.01.01 (Cod LMI: TM-I-s-B-06088) | Situl arheologic de la Unip - Ocoale / ansamblu anonim (Categorie: locuire civilă) (Tip: Așezare deschisă)                 | sat Unip, comuna Sacoșu Turcesc  | Ocoale          |                 |            | 45°38′47″N 21°20′34″E / 45.64639°N 21.34278°E | Încărcați imagine | Raportați eroare |
| 158519.01.02 (Cod LMI: TM-I-s-B-06088) | Situl arheologic de la Unip - Ocoale / ansamblu anonim (Categorie: locuire civilă) (Tip: Așezare deschisă)                 | sat Unip, comuna Sacoșu Turcesc  | Ocoale          |                 |            | 45°38′47″N 21°20′34″E / 45.64639°N 21.34278°E | Încărcați imagine | Raportați eroare |
| 158519.01.03 (Cod LMI: TM-I-s-B-06088) | Situl arheologic de la Unip - Ocoale / ansamblu anonim (Categorie: locuire civilă) (Tip: Așezare deschisă)                 | sat Unip, comuna Sacoșu Turcesc  | Ocoale          |                 |            | 45°38′47″N 21°20′34″E / 45.64639°N 21.34278°E | Încărcați imagine | Raportați eroare |
| 158519.02.01 (Cod LMI: TM-I-s-B-06089) | Situl arheologic de la Unip - Dealu Cetățuica / ansamblu anonim (Categorie: locuire civilă) (Tip: Așezare fortificată)     | sat Unip, comuna Sacoșu Turcesc  | Dealu Cetățuica |                 |            | 45°40′11″N 21°17′59″E / 45.66972°N 21.29972°E | Încărcați imagine | Raportați eroare |
| 158519.02.02 (Cod LMI: TM-I-s-B-06089) | Situl arheologic de la Unip - Dealu Cetățuica / ansamblu anonim (Categorie: locuire civilă) (Tip: Așezare fortificată)     | sat Unip, comuna Sacoșu Turcesc  | Dealu Cetățuica |                 |            | 45°40′11″N 21°17′59″E / 45.66972°N 21.29972°E | Încărcați imagine | Raportați eroare |
| 158519.02.03 (Cod LMI: TM-I-s-B-06089) | Situl arheologic de la Unip - Dealu Cetățuica / ansamblu anonim (Categorie: locuire civilă) (Tip: Așezare fortificată)     | sat Unip, comuna Sacoșu Turcesc  | Dealu Cetățuica |                 |            | 45°40′11″N 21°17′59″E / 45.66972°N 21.29972°E | Încărcați imagine | Raportați eroare |
| 158519.02.04 (Cod LMI: TM-I-s-B-06089) | Situl arheologic de la Unip - Dealu Cetățuica / ansamblu anonim (Categorie: locuire civilă) (Tip: Așezare fortificată)     | sat Unip, comuna Sacoșu Turcesc  | Dealu Cetățuica |                 |            | 45°40′11″N 21°17′59″E / 45.66972°N 21.29972°E | Încărcați imagine | Raportați eroare |
| 158519.02.05 (Cod LMI: TM-I-s-B-06089) | Situl arheologic de la Unip - Dealu Cetățuica / ansamblu anonim (Categorie: locuire civilă) (Tip: Așezare fortificată)     | sat Unip, comuna Sacoșu Turcesc  | Dealu Cetățuica |                 |            | 45°40′11″N 21°17′59″E / 45.66972°N 21.29972°E | Încărcați imagine | Raportați eroare |
| 158519.02.06 (Cod LMI: TM-I-s-B-06089) | Situl arheologic de la Unip - Dealu Cetățuica / ansamblu anonim (Categorie: locuire civilă) (Tip: Așezare fortificată)     | sat Unip, comuna Sacoșu Turcesc  | Dealu Cetățuica |                 |            | 45°40′11″N 21°17′59″E / 45.66972°N 21.29972°E | Încărcați imagine | Raportați eroare |
| 159151.01.01                           | Așezarea din epoca bronzului de la Uivar / ansamblu anonim (Categorie: locuire) (Tip: Așezare)                             | sat Uivar, comuna Uivar          |                 |                 |            |                                               | Încărcați imagine | Raportați eroare |
| 159151.02.01                           | Situl arheologic de la Uivar - Gomilă / ansamblu anonim (Categorie: locuire) (Tip: Așezare)                                | sat Uivar, comuna Uivar          | Gomilă          |                 |            |                                               | Încărcați imagine | Raportați eroare |
| 159151.02.02                           | Situl arheologic de la Uivar - Gomilă / ansamblu anonim (Categorie: locuire) (Tip: Așezare)                                | sat Uivar, comuna Uivar          | Gomilă          | Tiszapolgár     |            |                                               | Încărcați imagine | Raportați eroare |
| 159151.02.03                           | Situl arheologic de la Uivar - Gomilă / ansamblu anonim (Categorie: locuire) (Tip: Așezare)                                | sat Uivar, comuna Uivar          | Gomilă          | Vinča           |            |                                               | Încărcați imagine | Raportați eroare |
| 159151.02.04                           | Situl arheologic de la Uivar - Gomilă / ansamblu anonim (Categorie: locuire) (Tip: Necropolă)                              | sat Uivar, comuna Uivar          | Gomilă          |                 |            |                                               | Încărcați imagine | Raportați eroare |
| 159151.02.05                           | Situl arheologic de la Uivar - Gomilă / ansamblu anonim (Categorie: locuire) (Tip: Așezare)                                | sat Uivar, comuna Uivar          | Gomilă          |                 |            |                                               | Încărcați imagine | Raportați eroare |
| 159151.03.01                           | Movila de epocă necunoscută de la Uivar / ansamblu anonim (Categorie: descoperire funerară) (Tip: Movilă)                  | sat Uivar, comuna Uivar          |                 |                 |            |                                               | Încărcați imagine | Raportați eroare |
| 158500.01.01                           | Așezarea neolitică de la Uliuc / ansamblu anonim (Categorie: locuire) (Tip: Așezare)                                       | sat Uliuc, comuna Sacoșu Turcesc |                 | Starčevo - Criș |            |                                               | Încărcați imagine | Raportați eroare |
| 158519.03.01                           | Situl arheologic de la Unip - La Vișini / ansamblu anonim (Categorie: locuire) (Tip: Așezare)                              | sat Unip, comuna Sacoșu Turcesc  | La Vișini       | Starčevo - Criș |            |                                               | Încărcați imagine | Raportați eroare |
| 158519.03.02                           | Situl arheologic de la Unip - La Vișini / ansamblu anonim (Categorie: locuire) (Tip: Așezare)                              | sat Unip, comuna Sacoșu Turcesc  | La Vișini       | Petrești        |            |                                               | Încărcați imagine | Raportați eroare |
| 158519.03.03                           | Situl arheologic de la Unip - La Vișini / ansamblu anonim (Categorie: locuire) (Tip: Așezare)                              | sat Unip, comuna Sacoșu Turcesc  | La Vișini       |                 |            |                                               | Încărcați imagine | Raportați eroare |
| 158519.04.01                           | Necropola preistorică de la Unip / ansamblu anonim (Categorie: descoperire funerară) (Tip: Necropolă plană de incinerație) | sat Unip, comuna Sacoșu Turcesc  |                 |                 |            |                                               | Încărcați imagine | Raportați eroare |
| 158519.05.01                           | Așezarea de epocă romană de la Unip / ansamblu anonim (Categorie: locuire) (Tip: Așezare)                                  | sat Unip, comuna Sacoșu Turcesc  |                 |                 |            |                                               | Încărcați imagine | Raportați eroare |
| 158519.06.01                           | Movila de epocă necunoscută de la Unip - Ocoale / ansamblu anonim (Categorie: locuire civilă) (Tip: Movilă)                | sat Unip, comuna Sacoșu Turcesc  | Ocoale          |                 |            |                                               | Încărcați imagine | Raportați eroare |
| v.01                                   | Movila de epocă necunoscută de la Unip - Cetățuia / ansamblu anonim (Categorie: locuire civilă) (Tip: Movilă)              | sat Unip, comuna Sacoșu Turcesc  | Cetățuia        |                 |            |                                               | Încărcați imagine | Raportați eroare |